# Prélude et fugue en fa dièse majeur (BWV 882)
Le Clavier bien tempéré II
Pour un article plus général, voir Le Clavier bien tempéré.
Le prélude et fugue en fa-dièse majeur, BWV 882 est le treizième couple de préludes et fugues du second livre du Clavier bien tempéré de Jean-Sébastien Bach, compilé de 1739 à 1744.
Pour ouvrir la seconde partie du recueil, Bach place un prélude en forme d'ouverture à la française, magnifique et solennelle, comme il l'avait fait à mi-chemin dans les Variations Goldberg. La fugue à trois voix, commence par un trille énergique qui rend unique le curieux sujet. C'est l'une des pages où le compositeur montre sa maîtrise du contrepoint et son aisance singulièrement raffinée.

## Prélude
Le prélude, noté 
 comporte 75 mesures.
Un peu comme les Variations Goldberg composées quelques années plus tôt, Bach débute la seconde partie du recueil avec une magnifique, solennelle et expressive ouverture à la française à deux voix, qui se termine à quatre pour les accords de la fin. Après une introduction de trois mesures, suit un flot de doubles-croches à la main droite. La main gauche, lorsqu'elle ne reprend pas le chant, est particulièrement régulière (. ). Tout le long les dessins brisés leurrent l'oreille donnant l'illusion d'une polyphonie. 
Le rythme pointé et ses triples-croches (par exemple à la première mesure), doit être exécuté de la même manière que dans la fugue en ré majeur du premier livre, c'est-à-dire comme une croche liée à une triple (et non un groupe de triples en triolet comme le font fautivement certaines partitions) ; ce que confirme la disposition des notes du manuscrit de Kirnberger,. Ce rythme qui connaît plusieurs éléments de variété est l'un des principaux charmes de cette pièce.
L'appoggiature du second temps de la mesure 1 est un ajout plus tardif sur la copie d'Altnikol (1744), probablement par Bach lui-même.

## Fugue
La fugue à trois voix, notée  est longue de 84 mesures. Bien que ne faisant pas partie des plus grandes fugues ou des plus attrayantes, c'est un exemple singulièrement raffiné de l'aisance de Bach et de sa maîtrise du contrepoint.
Le sujet est curieux et audacieux : il commence par un trille énergique sur la sensible, chose quasi-unique dans la littérature des fugues des XVIIe et XVIIIe siècles — exception faite de la fughetta du Magnificat sur le cinquième mode (1686) de Kerll — de même que sa modulation à la sous-dominante (seulement rencontrée dans la dernière fugue du premier livre). Il n'y a guère que Beethoven qui attaquera de cette façon le sujet de la fugue de la Sonate Hammerklavier. Cependant, que l'amorce en trille était courante dans les fantaisies du stile antico.
Les contre-sujets — dont on retrouve des éléments au sein même du sujet — ont ici une même importance et forment un contrepoint triple combiné avec le sujet (mesure 64). La tête du sujet génère les trois anacrouses successives. Le premier contre-sujet (fin de la mesure 4, à la basse) est développé de la fin du sujet c et le second développe b (mesure 8, au ténor).

Le fugue a un traitement très instrumental d'une gavotte. L'exposition (mesures 1–12) présente le sujet dans l'ordre : alto, soprano et basse, suivi d'une entrée supplémentaire au soprano (mesure 20). Le second groupe d'entrée se fait entendre, basse, alto, soprano (mesure 32) et le troisième à partir de la mesure 64 : basse, alto, soprano.
Au début du premier divertissement, à la mesure 12 et suivantes, on remarque la tête du sujet en augmentation dissimulée au ténor,,. Cette fugue est remarquable par l'absence de cadence structurale tout au long de ses 84 mesures, ce qui lui donne une grande homogénéité.
Mesure 70, Bach taquine l'auditeur en plaçant un trille à la basse, alors que le thème, perdant le sien, est entamé au ténor. La même amorce transformée du sujet se présentait déjà mesure 20. La figure rythmique se retrouve à la basse mesure 73, mais sans son demi-ton et sans être de même nature.

## Relations
La tête du sujet trille comprise, est présente mesure 19 du prélude, au soprano. Le second contre-sujet reproduit le rythme en augmentation du début de la première mesure, à la basse, du prélude.

## Manuscrits
Parmi les sources, les manuscrits considérés comme les plus importants sont de la main de Bach lui-même ou d'Anna Magdalena. Ils sont :
- source « A », British Library Londres (Add. MS. 35 021), compilé dans les années 1739–1742[14]. Comprend 21 paires de préludes et fugues : il manque  ut  mineur, ré majeur et fa mineur (4, 5 et 12), perdues[14] ;
- source « B », Bibliothèque d'État de Berlin (P 430), copie datée de 1744, de Johann Christoph Altnikol[15].

Pour ce prélude et fugue, Bibliothèque d'État de Berlin, manuscrit Am.B 57 copié par Johann Philipp Kirnberger (1721–1783).

## Postérité
Théodore Dubois en a réalisé une version pour piano à quatre mains, publiée en 1914.